# Prosopocera princeps
Prosopocera princeps är en skalbaggsart som först beskrevs av Hope 1843.  Prosopocera princeps ingår i släktet Prosopocera och familjen långhorningar.
Artens utbredningsområde är:
- Gabon.
- Senegal.
- Sierra Leone.

Inga underarter finns listade i Catalogue of Life.